# دهستان چاه گز
دهستان چاه گز در بخش حنا که با تشکیل شهرستان بختگان در استان فارس در تاریخ ۱۰مهر ۹۸ توسط هیت دولت مصوب شد.